# Sophie Hunter
Pour les articles homonymes, voir Hunter.
Ne doit pas être confondu avec Sophie Hunger.
Œuvres principales
En tant que metteuse en scène : The Terrific Electric - Enron (en) - 69 ° South - Tesla - Phaedra
Répertoire
En tant qu'actrice : Sophie Hunter CV actrice
Sophie Hunter est une directrice artistique et metteuse en scène d'opéra et de théâtre d'avant-garde britannique née le 16 mars 1978 à Londres.
Elle se fait remarquer en 2007 en tant que metteuse en scène grâce à sa pièce expérimentale The Terrific Electric dont elle est aussi coauteure et productrice et pour laquelle elle obtient le prix Samuel Beckett Theatre Trust d'Oxford (en). Elle devient par la suite une personnalité importante dans le milieu du théâtre d'avant-garde. Elle participe à plusieurs projets en tant que metteuse en scène et directrice artistique dans divers pays, dont la pièce expérimentale 69 ° South pour une tournée nord-américaine en 2011 et la pièce d'opéra Phaedra en Irlande du Nord en 2015.
Sophie Hunter est aussi cofondatrice et directrice artistique de The Boilerroom Theatre, compagnie spécialisée dans la production de spectacles avant-gardistes.
Ancienne actrice, elle a fait quelques apparitions dans des pièces de théâtre, séries et films.
Elle est également chanteuse et pianiste et a sorti quelques albums.

## Biographie

### Jeunesse et formations
Sophie Irene Hunter a grandi dans le quartier de Hammersmith, dans le Grand Londres, en Angleterre. Sa mère Anna Katharine (née Gow) d'origine écossaise était administratrice et son père londonien Charles Rupert était un cadre d'assurance reconverti en joueur de cartes professionnel. Elle a deux frères plus jeunes, ainsi qu'un demi-frère et une demi-sœur à la suite du divorce de ses parents et du remariage de son père.
Sophie Hunter fait sa scolarité à la St Paul's Girls' School à Londres. Elle va ensuite à l'université d'Oxford d'où elle sort diplômée en langues modernes avec une spécialisation en français et italien. Elle décide ensuite d'aller à Paris où elle entre pour deux ans à l'École Internationale de Théâtre Jacques Lecoq et ou elle découvre le théâtre expérimental. Puis elle part vivre aux États-Unis où elle peaufine sa formation au Saratoga International Theater Institute (en) sous la direction de la réalisatrice d'opéra et de théâtre Anne Bogart (en).

### Carrière

#### D'actrice à créatrice de pièces avant-gardistes
Sophie Hunter a eu une brève carrière d'actrice entre 2003 et 2010. Que ce soit sur les planches, à la télévision ou au cinéma, elle tient majoritairement de petits rôles et quelques rares seconds rôles. Ainsi, en 2005. elle interprète Ophélie dans une mise en scène de Hamlet au Cockpit Theatre à Londres et au liban. Elle apparait dans diverses séries dont un épisode de l'Inspecteur Barnaby. On peut aussi la voir dans le film Vanity Fair : La Foire aux vanités.
Mais c'est surtout dans la création et la mise en scène d'opéra et théâtre d'avant-garde que Sophie Hunter va s'épanouir et se faire connaitre. Dès 2007. elle coécrit, codirige et produit sa première pièce expérimentale, The Terrific Electric, interprétée au Barbican Pit. pour laquelle elle et son équipe de production ont reçu le prix Samuel Beckett Theatre Trust d'Oxford (en) de l'année qui encourage les nouveaux jeunes créateurs du théâtre d'avant-garde.
Par la suite, elle conçoit et dirige des productions à travers divers pays et en particulier aux États-Unis. Beaucoup de ses créations mêlent le théâtre, l'opéra et la danse. Ainsi, elle codirige en 2009 avec Rupert Goold, pour le Royal Court Theatre à Londres et le Broadhurst Theatre à Broadway, la pièce Enron (en) relatant le scandale financier de l'entreprise américaine du même nom. En 2011, elle met en scène la production new-yorkaise Lucretia, pièce inspirée d'extraits de l'opéra de Benjamin Britten, The Rape of Lucretia. La même année. elle est directrice artistique de la pièce expérimentale 69 ° South qui raconte l'expédition antarctique de Ernest Shackleton ; cette œuvre qui mélange le théâtre, l'opéra, la danse et le spectacle de marionnettes fait le tour de l'Amérique du Nord, recevant d’excellentes critiques. En 2013, elle dirige à New York la pièce d'opéra Tesla, écrite par Jim Jarmusch et composée par Phil Kline (en). Entre fin 2013 et 2014. elle participe avec l'association caritative Opera for Change, à l'organisation de la tournée africaine de La Flute Enchantée de Mozart. En 2015, elle codirige avec le ténor d'opéra Andrew Staples (en) la pièce Phaedra à laquelle participe l'orchestre d'Ulster au festival international Happy Days Enniskillen Beckett en Irlande du Nord qui est aussi saluée par la critique,,.

#### Productrice et directrice de théâtre
Sophie Hunter est directrice artistique de la société The Boilerroom Théatre qu'elle a cofondée en 2006 avec la dramaturge Vanessa-Faye Stanley, et qui est spécialisée dans la production de théâtre d'avant garde. Elle a également cofondé sa troupe, la Lacuna Theatre Company, aujourd’hui dissoute.
Elle a aussi été directrice ajointe du Broadhurst Theatre à Broadway et de la compagnie de théatre Phantom Limb avec qui elle continue de collaborer en tant que dramaturge.

#### Musique
Sophie Hunter est également pianiste et chanteuse,. Elle a entre autres coécrit et enregistré deux albums avec le compositeur Guy Chambers (en) : The Isis Project en 2005 dans lequel elle chante en français, et Songs for a Boy en 2010. Elle a également collaboré avec Armin van Buuren pour la chanson Virtual Friend qui est incluse dans l'album Mirage de Buuren sorti en 2010.

### Vie privée
Sophie Hunter a eu une longue relation avec le sculpteur Conrad Shawcross (en) rencontré à l'université et dont elle s'est séparée en 2010.
Depuis 2015, elle est mariée à l'acteur Benedict Cumberbatch, rencontré sur le tournage du film Burlesque Fairytales (en) en 2009, et avec qui elle a deux fils : Christopher Carlton né en juin 2015 et Hal Auden né en mars 2017.

## Théâtre et opéra

### Directrice artistique - Metteuse en scène
- 2007 : The Terrific Electric[8] : codirigé avec Vanessa Faye Stanley - Barbican Pit (Londres)
- 2009 : Enron (en) : codirigé avec Rupert Goold - Royal Court Theatre (Londres) et Broadhurst Theatre (Broadway)
- 2010 : Così Fan Tutte[28] : de Andrew Staples (en) - Village Undergrount (Londres) et Provence (France) : membre de l'équipe de création
- 2010 : Ghosts[29] : Access Theatre (New York)
- 2011 : Lucretia[9] : Abramovic Studio (New York)
- 2011 : Sleep No More : New York
- 2011 : 69° South[10] : Brooklyn Academy of Music - tournée Nord-Américaine
- 2012 : The Forgotten[30] : The McKittrick (New York)
- 2012 : Don't Major in Debt Student House : New York
- 2013 : Tesla[11] : Hopkins Center for the Arts et Dartmouth College (New York)
- 2013 : Loma Lights : New York
- 2013-2014 : La Flute Enchantée[12] : tournée en Afrique : membre de l'équipe d'organisation du projet
- 2015 : Phaedra[31] : codirigé avec Andrew Staples (en) - Château de Necarne (Irlande du nord)
- 2015 : Path to Bly : Snape Maltings (Suffolk, Angleterre)
- 2015 : The Turn of the Screw[32] : codirigé avec Andrew Staples - LSO St. Luke's (Londres)
- 2016 : A Celebration of Shakespeare in Words and Song[33] : Middle Temple Hall (Londres) : organisatrice

### Comédienne
- 2003 : The Boy Who Fell Into A Book[34] de Tim Stark - tournée britannique : Monique
- 2005 : Hamlet de Dylan Lowthian - Cockpit Theatre[6] (Londres) et Beyrout[7] : Ophélie
- 2006 : Faustus[35] de Rupert Goold - Hampstead Theatre (Londres) : Helena
- 2006 : The White Devil[36] de David Oyelowo - Pavilion Theatre Brighton : Vittoria
- 2007 : Silverland[37] de Di Trevis - festival Brits Off Broadway (New York) : Ellen
- 2008 : Macbeth[38] de Rupert Goold - Lyceum Theatre (New York) : une sorcière

### Dramaturge
- 2007 : The Terrific Electric - coécrit avec Vanessa Faye Stanley

## Filmographie

### Cinéma

#### Courts métrages
- 2004 : Photographing Me de Abigail Van Walsum : Christine
- 2004 : Traffic Warden de Donald Rice : la petite amie
- 2008 : Strangers de Steven Bakewell : Kate
- 2010 : In the Meadow de Dave Alexander Smith : la femme dans la prairie
- 2010 : Maria de Erik Bostedt : Maria

#### Longs métrages
- 2004 : Vanity Fair - La foire aux vanités de Mira Nair : Maria Osborne
- 2009 : Burlesque Fairytales (en) de Susan Luciani : Annabel Blythe-Smith

### Télévision

#### Téléfilms
- 2005 : Friends & Crocodiles de Stephen Poliakoff : Christine
- 2008 : The Curse of Steptoe de Michael Samuels : Maureen Corbett
- 2010 : Macbeth de Rupert Goold (adaptation de la pièce de Shakespear) : une sorcière

#### Séries
- 2004 : Inspecteur Barnaby (saison 7, épisode 5 : The Maid in Splendour de Richard Holthouse) : Bella Monday
- 2004 : Keen Eddie (saison 1, épisode 10 : Citizen Cecil de Tony Bill) : Louis
- 2004 : My Life in Film (Saison 1, épisode 2 : Rear Window de Toby MacDonald) : Anna
- 2006 : Ancient Rome: The Rise and Fall of an Empire (saison 1, épisode 5 : Constantine de Tim Dunn) : Sophronia
- 2007 : Mumbai Calling (épisode pilot de Nick Wood) : Tiffany Glass
- 2009 : Henry VIII: Mind of a Tyrant (saison 1, épisode 3 : Lover (1526-1536)) : Anne Boleyn
- 2009 : Torchwood (saison 3, épisode 4 : Children of Earth: Day Four de Euros Lyn) : Vanessa

## Discographie
Sophie Hunter est chanteuse et parolière pour les albums et singles suivants :
- 2005 : The Isis Project - composé par Guy Chambers (en) - label Sleeper Sounds LLP
- 2010 : Virtual Friend - chanson composée par Armin van Buuren incluse dans l'album Mirage
- 2010 : Songs for a Boy - composé par Guy Chambers - label Sleeper Sounds LLP